# Айтор Бунюель
Айтор Бунюель (ісп. Aitor Buñuel, нар. 10 лютого 1998, Тафалья) — іспанський футболіст, захисник клубу «Расінг».

## Клубна кар'єра
Народився 10 лютого 1998 року в місті Тафалья. Вихованець футбольної школи клубу «Осасуна». Починав займатися в її академії у вісім років і закінчив її в 2015 році, після чого став виступати за резервну команду.
5 травня 2015 року головний тренер «Осасуни» Енріке Мартін оголосив про включення гравця в основну команду. 16 травня 2015 року Бунюель дебютував у за основну команду у матчі Сегунди у поєдинку проти «Вальядоліда», вийшовши на поле в стартовому складі. В сезоні 2015/16 взяв участь в 11 матчах і 19 грудня 2015 року забив свій перший гол на дорослому рівні у ворота «Нумансії». У цьому ж сезоні допоміг своїй команді повернутися в Прімеру — «Осасуна» виграла плей-оф за вирішальну третю путівку.
19 серпня 2016 року дебютував у Прімері у поєдинку проти «Малаги», вийшовши на заміну на 49-ій хвилині замість Хуана Фуентеса. Всього у тому сезоні зіграв 15 ігор у вищому іспанському дивізіоні, але команда зайняла передостаннє 19-те місце і вилетіла назад до Сегунди.
19 січня 2018 року Бунюеля віддали в оренду на півроку резервній команді «Валенсії», що грала у Сегунді Б. Після цього влітку 2018 року захисник покинув «Осасуну» і підписав контракт на два роки з іншою командою Сегунди Б «Расінгом». Станом на 15 квітня 2019 року відіграв за клуб із Сантандера 28 матчів в національному чемпіонаті.

## Виступи за збірні
2016 року дебютував у складі юнацької збірної Іспанії, взяв участь у 10 іграх на юнацькому рівні, відзначившись одним забитим голом.
2016 року залучався до складу молодіжної збірної Іспанії. На молодіжному рівні зіграв у 5 офіційних матчах.

## Статистика виступів

### Статистика клубних виступів
| Сезон             | Команда           | Чемпіонат         | Чемпіонат | Чемпіонат | Національний кубок | Національний кубок | Національний кубок | Континентальні кубки | Континентальні кубки | Континентальні кубки | Інші змагання | Інші змагання | Інші змагання | Усього | Усього | Усього |
| Сезон             | Команда           | Ліга              | Ігор      | Голів     | Ліга               | Ігор               | Голів              | Ліга                 | Ігор                 | Голів                | Ліга          | Ігор          | Голів         | Ігор   | Голів  |        |
| ----------------- | ----------------- | ----------------- | --------- | --------- | ------------------ | ------------------ | ------------------ | -------------------- | -------------------- | -------------------- | ------------- | ------------- | ------------- | ------ | ------ | ------ |
| 2014–15           | «Осасуна»         | СД                | 1         | 0         | КІ                 | 0                  | 0                  |                      | -                    | -                    |               | -             | -             | 1      | 0      |        |
| 2015–16           | «Осасуна»         | СД                | 11        | 1         | КІ                 | 0                  | 0                  |                      | -                    | -                    |               | -             | -             | 11     | 1      |        |
| 2016–17           | «Осасуна»         | ПД                | 15        | 0         | КІ                 | 4                  | 0                  |                      | -                    | -                    |               | -             | -             | 19     | 0      |        |
| Усього за кар'єру | Усього за кар'єру | Усього за кар'єру | 27        | 1         |                    | 4                  | 0                  |                      | -                    | -                    |               | -             | -             | 31     | 1      |        |